# Evangelische Kirche Hošťálková

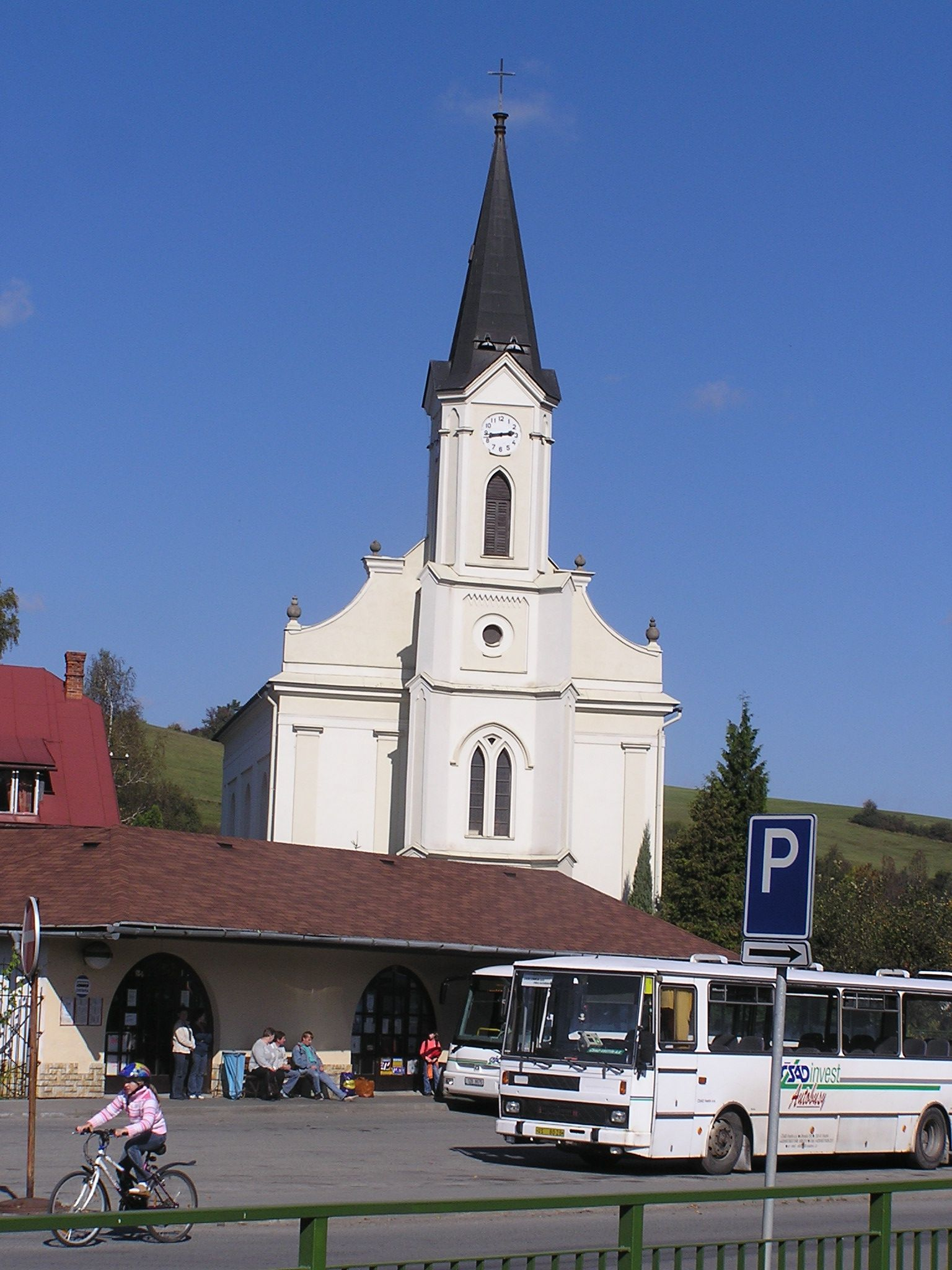
Evangelische Kirche Hostialkau (2006)

Die Evangelische Kirche steht in Hošťálková (deutsch Hostialkau), einer Gemeinde in der Mährischen Walachei in Tschechien.

## Geschichte
Während der Reformation hatte sich die Bevölkerung von Hostialkau dem Luthertum zugewandt. Als 1613 die verwitwete Lukrecia Nekešová von Landek ihren Besitz ihrem zweiten Ehemann Albrecht von Waldstein überschrieben hatte, berief dieser die Jesuiten zur Rekatholisierung seiner Untertanen nach Wsetin. Erst nach Erlass des Josephinischen Toleranzpatents von 1781, das den Protestanten in den Ländern des Habsburgerreichs die freie Religionsausübung garantierte, kam es 1782 zur Neugründung einer evangelischen Gemeinde, für die in Fachwerk ein Bethaus errichtet wurde. Zum Bau der bestehenden Kirche, einer klassizistischen, im Innern gewölbten Saalkirche mit polygonalem Chorschluss, kam es erst in den Jahren 1829 bis 1831, der Kirchturm wurde erst 1856/57 in Formen der frühen Neugotik hinzugefügt. 1871 erfolgte eine erste Restaurierung der Kirche.
Die ursprünglich mit einem Kanzelaltar ausgestattete Kirche wurde bei der Restaurierung durch die Architekten Václav Šuba und Jakub Červenka modernisiert.